# Jarran Reed
Jarran Reed (* 16. Dezember 1992 in Goldsboro, North Carolina) ist ein US-amerikanischer American-Football-Spieler auf der Position des Defensive Tackles. Er spielte College Football für die University of Alabama, bevor er im NFL Draft 2016 von den Seattle Seahawks in der zweiten Runde ausgewählt wurde. Zwischenzeitlich spielte er für die Kansas City Chiefs und Green Bay Packers. Seit 2023 steht Reed wieder bei den Seattle Seahawks unter Vertrag.

## College

### East Mississippi Lions
Reed besuchte von 2012 bis 2013 das East Mississippi Community College, wo er dem Schulteam zum Gewinn der NJCAA National Championship verhalf. In dieser Zeit verbuchte er 100 Tackles sowie 10,5 Tackles für Raumverlust. Nach der Saison 2013 wechselte er zur University of Alabama.

### University of Alabama
Bereits in seinem ersten Jahr kam er für die Alabama Crimson Tide in allen 14 Spielen zum Einsatz und erzielte dabei 55 Tackles und einen Sack. Er entschied sich anschließend dafür, nicht am NFL Draft 2015 teilzunehmen und kehrte für seine Senior-Saison zurück an die Universität. In diesem Jahr gewann er mit seiner Mannschaft die CFP National Championship und verbuchte 57 Tackles und einen Sack.

## NFL
Am 29. April 2016 wurde Reed in der zweiten Runde des NFL Draft 2016 als 49. Spieler von den Seattle Seahawks ausgewählt. Diese hatten zuvor das Draftrecht für den 49. Pick von den Chicago Bears erhalten, indem sie einen Zweit- und Viertrundenpick abtraten. Am 5. Mai 2016 unterschrieb Reed seinen Rookie-Vertrag über vier Jahre und 4,889 Millionen US-Dollar. Im Juli 2019 gab die NFL bekannt, Reed für die ersten sechs Spiele der Saison 2019 zu sperren. Anlass war ein Verstoß gegen die Verhaltensrichtlinien Anfang 2017.
Nach der Saison 2020 entließen die Seahawks Reed. Wenig später nahmen die Kansas City Chiefs ihn für ein Jahr unter Vertrag.
Am 23. März 2022 unterschrieb er einen Einjahresvertrag bei den Green Bay Packers.